# Carlos Mesa

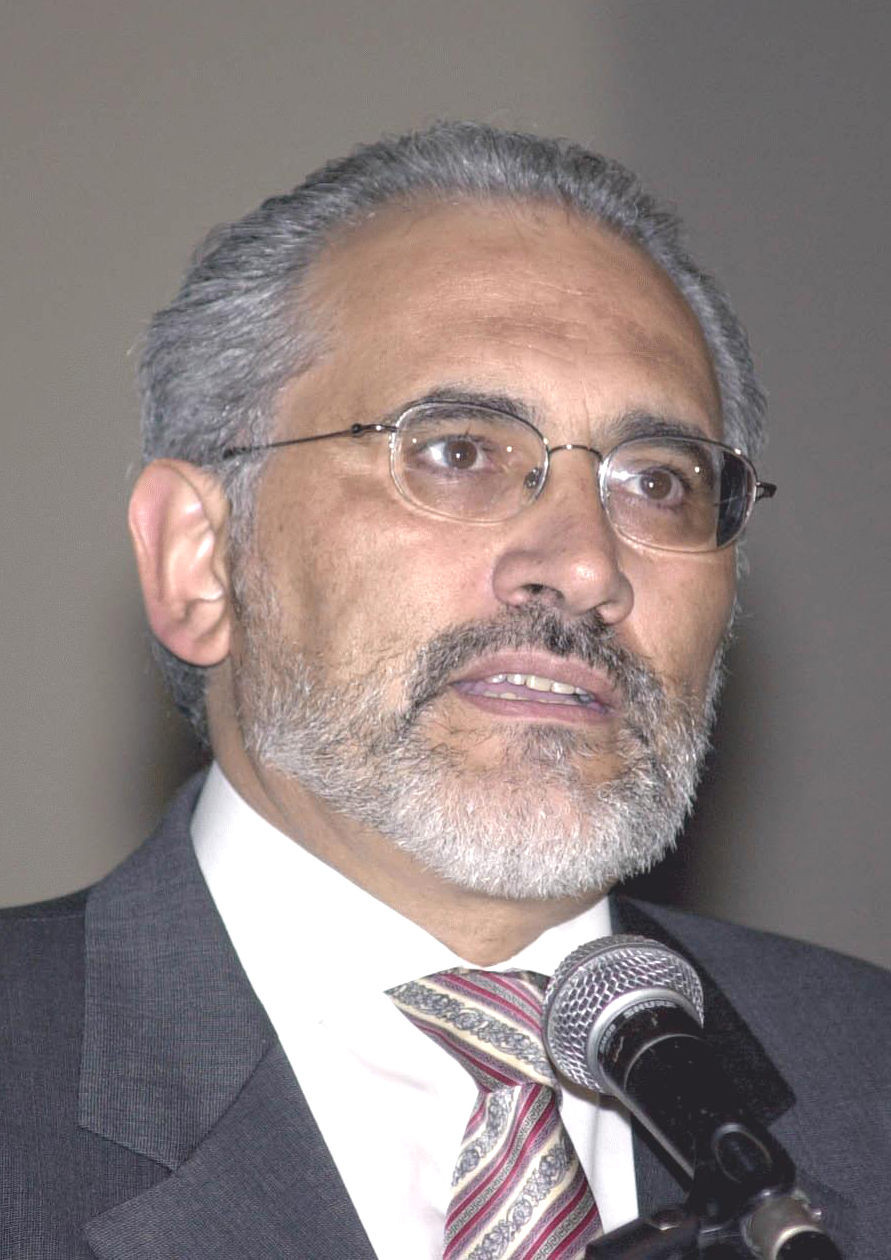
Carlos Mesa (2003)

Carlos Diego de Mesa Gisbert, född 12 augusti 1953 i La Paz, Bolivia, är en boliviansk politiker. Han var president i Bolivia 17 oktober 2003–10 juni 2005.
Mesa var verksam som historiker och journalist innan han blev politiker. Innan han tillträdde posten som president var han vicepresident augusti 2002 till oktober 2003 under den tidigare presidenten Gonzalo Sánchez de Lozada. Mesa blev president sedan Sánchez de Lozada tvingades avgå och fly landet efter de protester och strejker som skakade landet i oktober 2003.
I juni 2005 nödgades dock Mesa själv lämna in sin avskedsansökan sedan protester med krav på att bl.a. Bolivias olje- och naturgastillgångar ska nationaliseras hade ökat i styrka. Dessa protester leddes av en koalition bestående av socialistpartiet under ledning av Evo Morales samt olika gruvarbetar- och indiangrupper.
Mesa ställde åter upp i presidentvalet 2019.